# 黑喉雪雀
黑喉雪雀（学名：Pyrgilauda davidiana）为文鸟科雪雀属的鸟类。在中国大陆，分布于青海、甘肃、宁夏以至东北等地，主要生活于海拔约2000-3500m 的草原、河谷阶地、农田及居民点附近。该物种的模式产地在内蒙古呼和浩特。

## 亚种
- 黑喉雪雀指名亚种（学名：Pyrgilauda davidiana davidiana）。在中国大陆，分布于青海、甘肃、宁夏以至东北等地。该物种的模式产地在内蒙古呼和浩特。[3]